# Aeropuerto de Huehuetenango
El Aeropuerto de Huehuetenango (IATA: HUG, OACI: MGHT) es un aeropuerto de uso civil ubicado en la zona 10 de la ciudad de Huehuetenango, que sirve al Departamento de Huehuetenango, localizado a 261 km de la Ciudad de Guatemala en la República de Guatemala. Tiene una pista de asfalto de 836 metros de longitud y 30 metros de ancho en dirección 06/24.
El aeropuerto sirve como base de operaciones para la aerolínea guatemalteca Aéreo Ruta Maya que opera vuelos diarios al Aeropuerto Internacional La Aurora y al Aeropuerto Internacional de Occidente.

## Historia
El Aeropuerto de Huehuetenango fue habilitado a principios de los años 2000 debido a la necesidad de tener un aeropuerto de carga y pasajeros en el Departamento de Huehuetenango, sin embargo fue hasta el año 2018 cuando se invirtió 1.5 millones de quetzales para mejorar las instalaciones del aeródromo que incluian la terminal de pasajeros y el remozamiento de la pista de aterrizaje, incrementando los servicios administrados por la Dirección General de Aeronáutica Civil de Guatemala. Antes de esas mejoras el aeropuerto servía principalmente para carga y vuelos chárter de emergencia, pero luego de la ampliación y de convertirse en base secundaria de la aerolínea guatemalteca Aéreo Ruta Maya los vuelos fueron incrementado durante los últimos años, reportando en 2023 un total de 20,463 pasajeros comerciales siendo su principal ruta hacia el Aeropuerto Internacional La Aurora en la Ciudad de Guatemala.
El Aeropuerto de Huehuetenango opera principalmente vuelos nacionales, con conexiones a la Ciudad de Guatemala y otros destinos importantes dentro del país. Las aerolíneas que operan en el aeropuerto incluyen tanto compañías nacionales como chárter regionales, que ofrecen una variedad de horarios y servicios para los viajeros.

## Aerolíneas y destinos

### Destinos nacionales
| Ciudades            | Nombre del aeropuerto                 | Aerolíneas                          |           |           |           |
| Guatemala           | Guatemala                             | Guatemala                           | Guatemala | Guatemala | Guatemala |
| ------------------- | ------------------------------------- | ----------------------------------- | --------- | --------- | --------- |
| Guatemala           |                                       |                                     |           |           |           |
| Ciudad de Guatemala | Aeropuerto Internacional La Aurora    | TAG Airlines (Chárter) ARM Aviación |           |           |           |
| Quetzaltenango      | Aeropuerto Internacional de Occidente | TAG Airlines (Chárter) ARM Aviación |           |           |           |

Otras aerolíneas que operan vuelos chárter son:
- Air Adventures GT
- Chop Air
- HASA
- Helicópteros de Guatemala

## Estadísticas de Tráfico
| Año  | Totales        | Totales           | Totales               |
| ---- | -------------- | ----------------- | --------------------- |
|      | Vuelos Totales | Pasajeros Totales | Variación Pasajeros % |
| 2014 | 512            | 1,812             | Sin cambios           |
| 2015 | 675            | 2,383             | 31.51%                |
| 2016 | 266            | 829               | 65.21%                |
| 2017 | 347            | 832               | 0.36%                 |
| 2018 | 784            | 1,857             | 123.19%               |
| 2019 | 1,860          | 13,292            | 715.77%               |
| 2020 | 1,677          | 5,740             | 56.81%                |
| 2021 | N/D            | N/D               | Sin cambios           |
| 2022 | 3,130          | 12,218            | 53.02%                |
| 2023 | 3,774          | 20,463            | 40.29%                |

## Galería

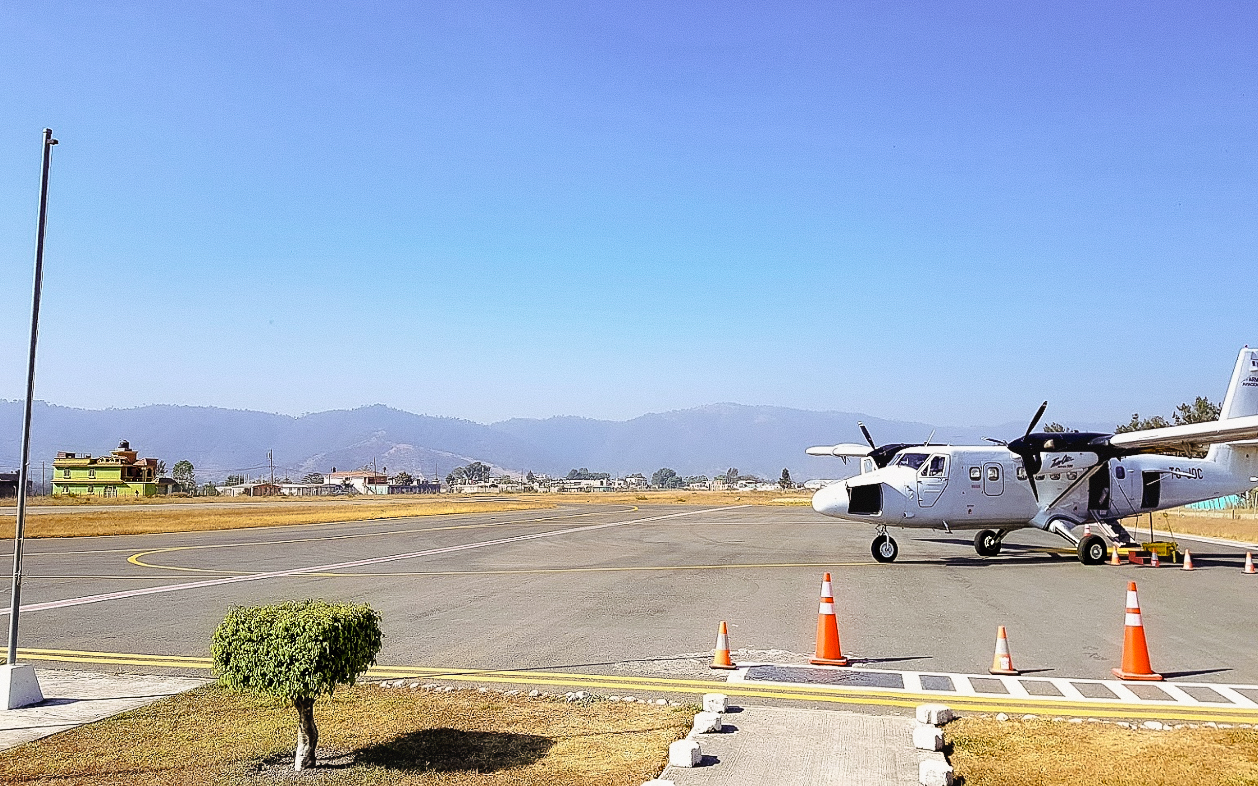
de Havilland Canada DHC-6 Twin Otter de ARM Aviación en el aeropuerto.
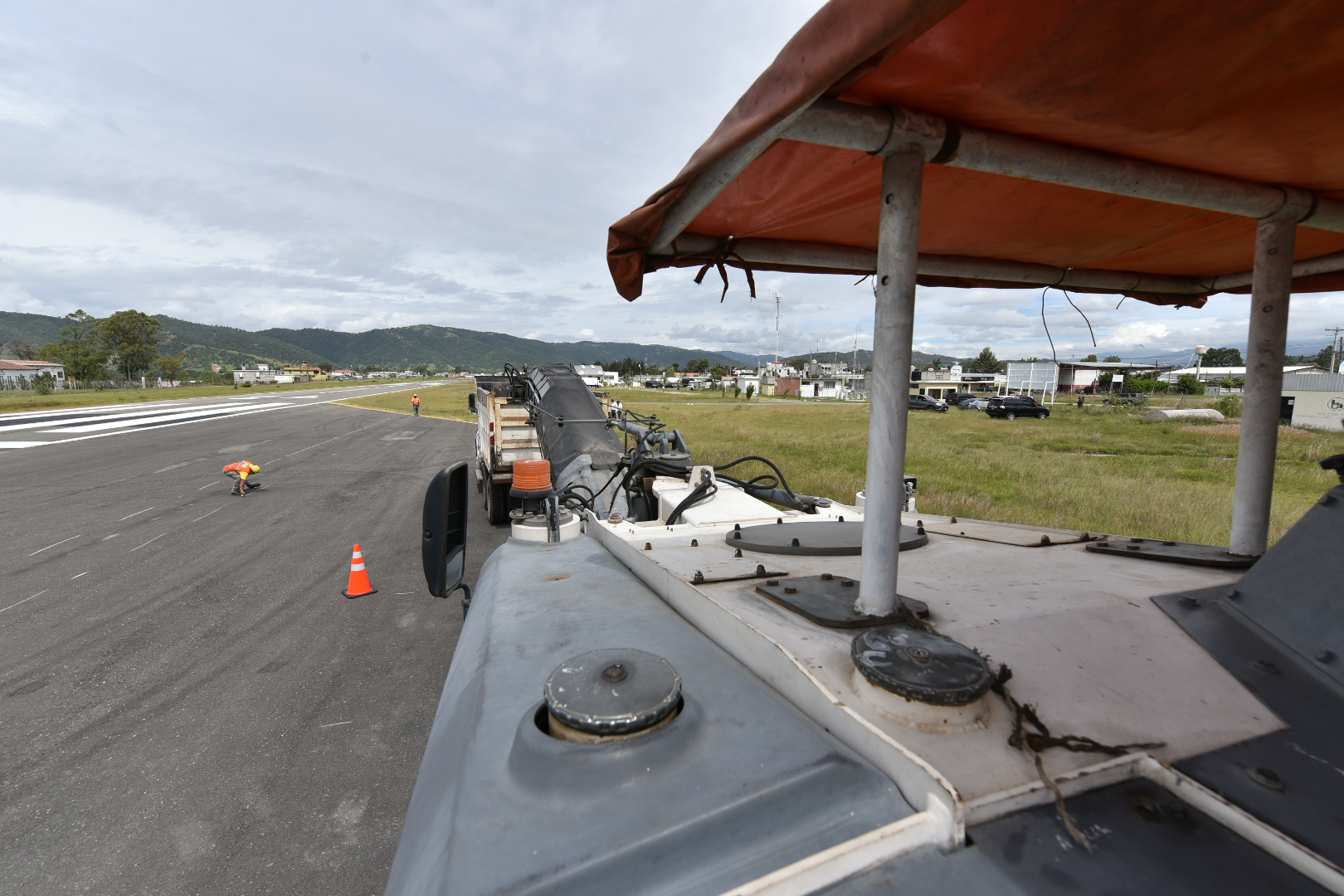
Remozamiento de la pista de aterrizaje 06/24.

## Aeropuertos cercanos
Los aeropuertos más cercanos son:
- Aeropuerto Internacional de Occidente (51 km)
- Aeropuerto de Retalhuleu (90 km)
- Aeropuerto Internacional de Tapachula (109 km)
- Aeropuerto de Cobán (118 km)
- Aeropuerto Internacional La Aurora (132 km)